# Джордж Рой Хил
Джордж Рой Хил (на английски: George Roy Hill) е американски режисьор, носител на награди БАФТА, „Оскар“ и „Хюго“, номиниран е за три награди „Еми“.

## Биография
Джордж Рой Хил е роден на 20 декември 1921 година в Минеаполис във видно местно семейство. През 1943 година завършва Йейлския университет, след което служи като пилот във Втората световна и Корейската война. След войните заминава за Дъблин, където учи литература и започва да играе в театъра.
Джордж Рой Хил умира на 27 декември 2002 година в Ню Йорк.

## Кариера
През 60-те години започва да режисира кинофилми. Номиниран е за „Оскар“ за най-добър режисьор за „Буч Касиди и Сънданс Кид“ и получава наградата за „Ужилването“.

## Филмография

### Режисьор
| Година | Филм                     | Оригинално заглавие                | Бележки |
| ------ | ------------------------ | ---------------------------------- | ------- |
| 1962   | Период на приспособяване | Period of Adjustment               |         |
| 1963   | Играчки на тавана        | Toys in the Attic                  |         |
| 1964   | Светът на Хенри Ориент   | The World of Henry Orient          |         |
| 1966   | Хавай                    | Hawaii                             |         |
| 1967   | Старателно модерна Мили  | Thoroughly Modern Millie           |         |
| 1969   | Буч Касиди и Сънданс Кид | Butch Cassidy and the Sundance Kid |         |
| 1972   | Кланица пет              | Slaughterhouse-Five                |         |
| 1973   | Ужилването               | The Sting                          |         |
| 1975   | Великият Уолдо Пепър     | The Great Waldo Pepper             |         |
| 1977   | Удар със стик            | Slap Shot                          |         |
| 1979   | Малък романс             | A Little Romance                   |         |
| 1982   | Светът според Гарп       | The World According to Garp        |         |
| 1984   | Малката барабанчица      | The Little Drummer Girl            |         |
| 1988   | Веселата ферма           | Funny Farm                         |         |